# 小春日和
小春日和（こはるびより）は、晩秋から初冬にかけての、暖かく穏やかな晴天である。

## 概要
日本では移動性高気圧に覆われたときや、シベリア高気圧の影響で弱い西高東低の気圧配置になったときなどに発生する。高気圧が南寄りに張り出しているときに起こることが多い。西高東低の場合、小春日和の前には木枯らしが吹くパターンもみられる。
朝晩は冷え込むが昼間は暖かくなるような場合を指すとの資料もあるが、逆に朝晩冷え込む「冬晴れ」のような日は含まず全般に暖かい日を指すとの資料もある。
しばしば春先の暖かい日と誤解されるが、本来の意味とは異なることに注意が必要。例えば2014年度の文化庁の「国語に関する世論調査」では、小春日和の意味を本来通り答えた人が約5割、春と答えた人が約4割だった。
「小春日和」「小春」は冬の季語で、特に初冬に用いる。
小春日和の暖かさは、季節外れの帰り花（帰り咲き、二度咲き、狂い咲きなどとも）を誘うことがある。これらの言葉も冬の季語となっている。

## 小春
小春（しょうしゅん、こはる）は、漢籍で旧暦10月の異称である。このころの気候と陽気が春に似ているため、小春と呼ばれるようになった。
新暦では、おおよそ11月から12月の初めごろ。より詳細には、小雪（11月22日ごろ）を含む朔望月であり、最大で10月23日ごろ - 12月22日ごろが旧暦10月になりうる。

## 各地の呼び名
中緯度各地に同様の気候があるが、地域により時期は若干ずれる。
インディアン・サマー
北米（元はニューイングランド）では同様の気候を Indian summer（インディアン・サマー、インディアンの夏）と呼び、小春日和と訳される。
アメリカ合衆国の国立気象局 (NWS) では、Indian summer を
と説明している。ただし、アメリカ気象学会気象学用語集の当該項目（オンライン、2020年）ではネイティブ・アメリカンに対する敬意を欠くため使用を推奨しない言葉としており、second summerへの言い換えを推奨している。同用語集のsecond summerの項では、期間は秋の中ごろから終盤、霜が降りた後の異常に暖かい期間としている。
バービエ・レータ
ロシアでは同様の気候を бабье лето （バービエ・レータ、婦人の夏）と呼び、小春日和と訳される。
ただし緯度の違いから時期がずれ、初秋、8月下旬から9月上旬、9月14日から9月21日または27日などとされる。
秋トラ（秋老虎）
中国などの中華圏では同様の気候を秋老虎（チユラオフー、秋のトラ）と呼び、小春日和と訳される。
ロシアと同じ、9月から10月までとされることが多く、秋に入ってからより強めの熱気を指す。

その他、中欧や北欧では「老婦人の夏」（英: Old Wives' summer）、イギリスでは「聖マーティンの夏」（St. Martin's summer）や「聖ルークの夏」（St. Luke's summer）と呼ばれる（聖マルティヌスの日およびルカも参照）。